# Port de Montevideo

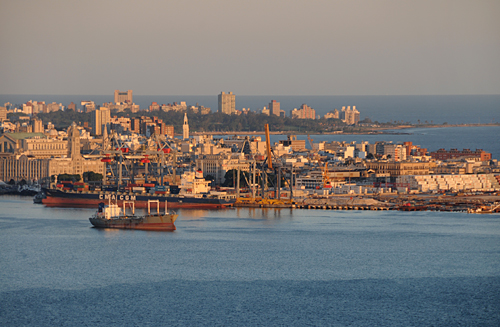
Port de Montevideo.

El Port de Montevideo (castellà: Puerto de Montevideo), a la zona nord del nucli antic de Montevideo, Uruguai, és un dels ports més grans d'Amèrica del Sud i té un paper important en l'economia del país.

## Història
El port sobre la badia de Montevideo és una de les raons per les quals es va fundar la ciutat. Dona protecció natural als vaixells, si bé la protecció s'ha millorat per evitar l'impacte de les onades sobre el moll. Aquest port natural és competitiu amb l'altre gran port del Riu de la Plata, Buenos Aires. El treball de construcció del port va tenir lloc entre 1870 i 1930. Aquestes sis dècades van veure l'edificació del primer moll de fusta, de molts magatzems a La Aguada, la zona nord i sud de la Rambla, un port fluvial, un nou moll, la conca de dragat del riu i la refineria de La Teja. La gran tempesta registrada el 1923 va provocar pèrdues importants en algunes d'aquestes obres, les quals van haver de ser reedificades. Des de la segona meitat del segle passat, els canvis físics es van aturar com a conseqüència de l'estancament econòmic que va patir el país.

## Desenvolupament
La proximitat del port ha contribuït a la instal·lació de diverses indústries sobre l'àrea que envolta la badia, especialment negocis d'importació/exportació i d'altres empreses relacionades amb el port i l'activitat naval. La densitat del desenvolupament industrial a la zona portuària ha mantingut la seva popularitat com a lloc residencial malgrat la seva centralitat. Els principals problemes ambientals són la sedimentació subaquàtica i la contaminació de l'aigua i de l'aire.

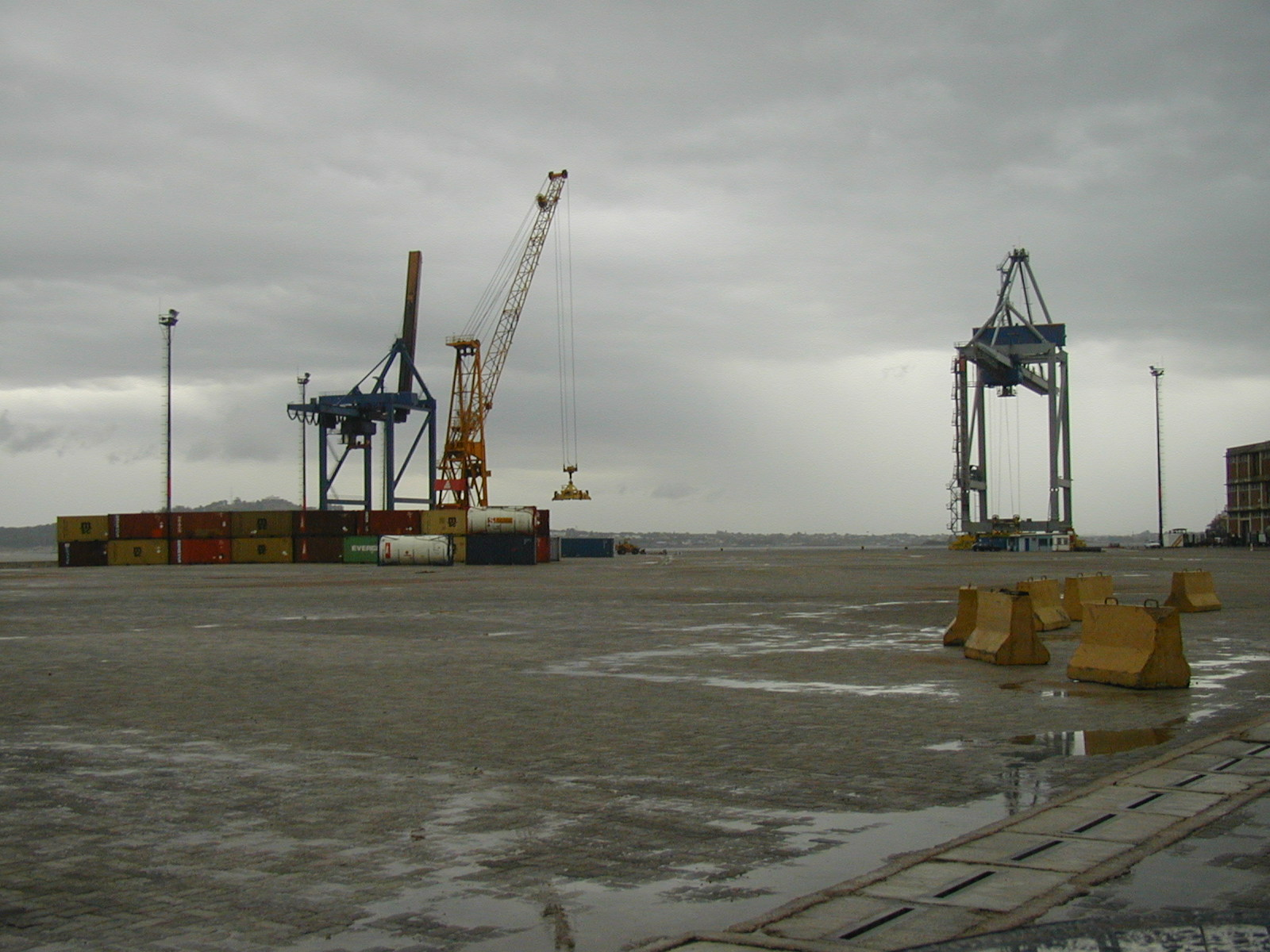
Port.
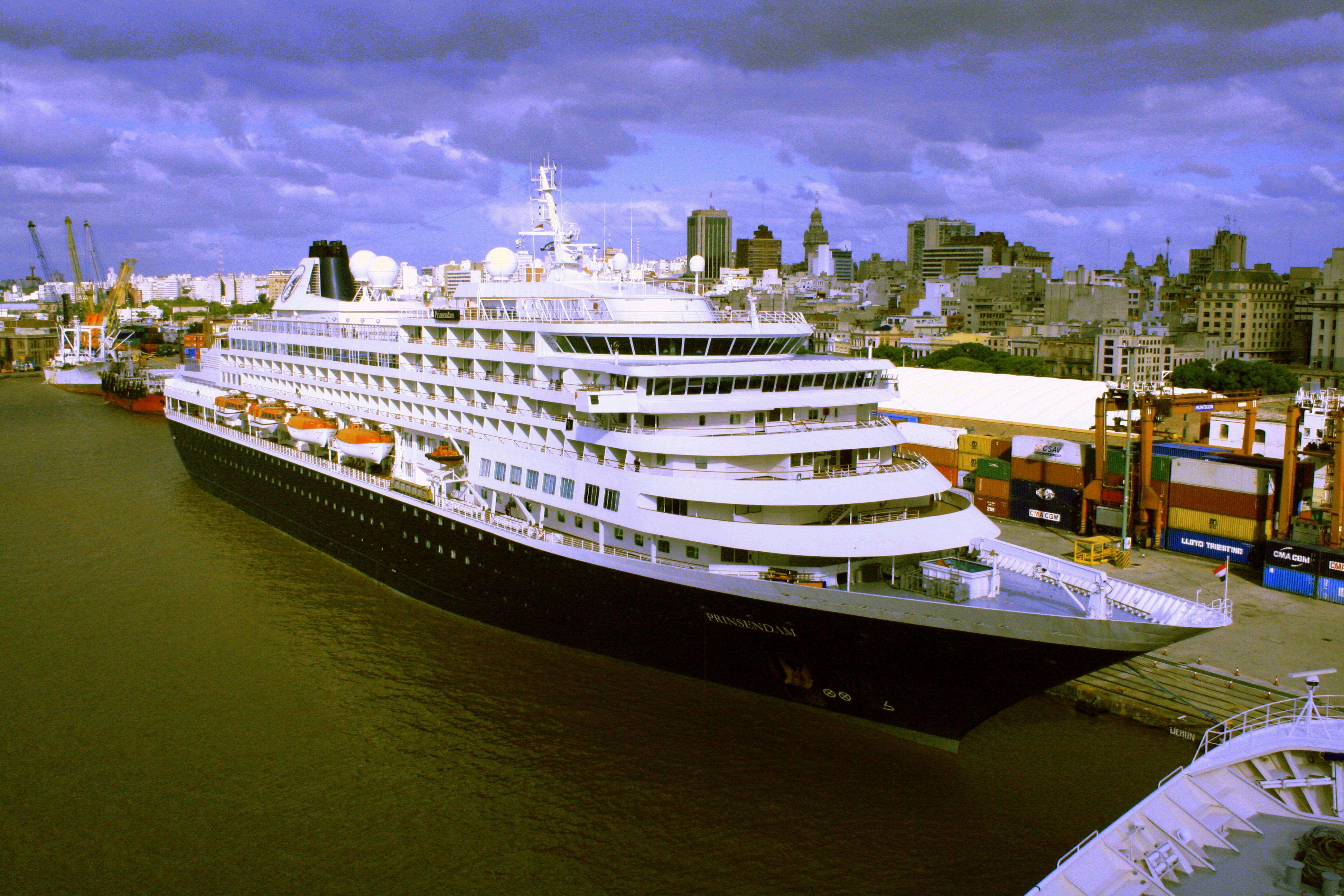
Prinsendam al Port de Montevideo.